# Batalha de La Rothière
A Batalha de La Rothière foi travada em 1º de fevereiro de 1814 entre o Império Francês e o Exército aliado de Áustria, Prússia, Rússia e Estados Alemães anteriormente aliados à França. Os franceses eram liderados pelo Imperador Napoleão e o exército da coalizão estava sob o comando de Gebhard Leberecht von Blücher. A batalha ocorreu em condições climáticas severas (tempestade de neve úmida). Os franceses foram derrotados, mas conseguiram resistir até que pudessem recuar sob o manto da escuridão.

## Prelúdio
Em 25 de janeiro de 1814, Blücher entrou em Nancy e, movimentando-se rapidamente pelo vale do Mosela, já estava em comunicação com a guarda avançada austríaca perto de La Rothière na tarde de 28 de janeiro.
Em 29 de janeiro, Napoleão atacou os prussianos. O quartel-general de Blücher foi surpreendido e ele próprio quase foi capturado pela investida repentina das tropas francesas (Batalha de Brienne). Ao saber ao mesmo tempo que o imperador francês em pessoa estava próximo, Blücher recuou algumas milhas na manhã seguinte para uma posição forte cobrindo as saídas do desfiladeiro de Bar-sur-Aube.
A guarda avançada austríaca juntou-se aos prussianos e em conjunto decidiram aceitar a batalha — na verdade, eles não tinham alternativa, pois as estradas na retaguarda estavam tão congestionadas com o tráfego que a retirada estava fora de questão.

## Ordem de batalha
O exército francês contava com cerca de 45.000 homens em 57 batalhões e 62 esquadrões, apoiados por 128 peças de artilharia. A Guarda Imperial era comandada pelo General de Divisão Philibert Jean-Baptiste Curial. O Marechal Claude Victor-Perrin liderava o II Corpo com três divisões de infantaria sob os Generais de Divisão François Antoine Teste, Jean Corbineau e Georges Mouton. O General de Divisão Emmanuel Grouchy liderava a cavalaria.
Do lado da Coalizão, o Príncipe Alexei Scherbatov liderou o 6º Corpo Russo, o General Zakhar Dmitrievich Olsufiev dirigiu o 9º Corpo Russo, o Conde Liewen III comandou o 11º Corpo Russo, o General de Artilharia Ignácz Gyulay liderou o 3º Corpo Austríaco, o Príncipe Herdeiro Frederico Guilherme de Württemberg dirigiu o 4º Corpo, o General de Cavalaria Karl Philipp von Wrede comandou o 5º Corpo Austro-Bávaro e havia várias divisões independentes de cavalaria.
As forças da coalizão multinacional usaram faixas de ombro brancas para distinguir companheiros de inimigos durante a batalha.

## A Batalha
Por volta do meio-dia de 2 de fevereiro, Napoleão atacou, mas o clima estava terrível e o solo tão pesado que sua artilharia favorita, o esteio de todo o seu sistema de guerra, era inútil e nas rajadas de neve que varriam o campo em intervalos, as colunas perderam a direção e muitas foram severamente castigadas pelos cossacos. Ao cair da noite, a luta cessou e os franceses se retiraram para Lesmont, deixando Marmont para trás para observar os movimentos da coalizão.
O historiador Digby Smith afirma que as perdas francesas totalizaram 4.600, entre mortos e feridos. A coalizão capturou mais 1.000 soldados e 73 peças de artilharia. A grande perda de armas se deveu em parte à superioridade da cavalaria da coalizão e em parte à condição encharcada do solo, o que dificultou a retirada das peças a tempo. A coalizão teve entre 6.000 e 7.000 baixas.

## Consequências
Na Batalha de Lesmont, uma força francesa conseguiu destruir a ponte da cidade e a força da Coalizão perdeu contato enquanto os franceses se moviam para Troyes. Devido ao estado das estradas ou à letargia dentro do quartel-general de Schwarzenberg, não foi tentada uma perseguição, resultando na subsequente Batalha de Champaubert.

## Análise
O resultado desta batalha encheu os Aliados de alegria. Eles capturaram 50 armas, fizeram 2.000 prisioneiros e 4.000 franceses mortos ou feridos espalhavam-se pela planície. Mas não foram esses troféus ou essas hecatombes que elevaram seus espíritos a tal altura: eles próprios tiveram 6.000 homens ceifados pela metralha; mas eles bateram Napoleão em uma luta justa em solo francês; o encanto que foi quebrado em Leipzig não havia sido restaurado, e foi novamente provado que o Imperador não era invencível. Em face das enormes forças que eles tinham disponíveis, o Imperador estava praticamente derrotado — a menos que fosse invencível.
— Henry Houssaye. 